# Agriani
Gli Agriani (in greco antico: Ἀγρίανες, Agrianes) erano una tribù peonio-tracica, che abitava prevalentemente l'area dell'odierno distretto di Pčinja, nella Serbia meridionale, a nord della tribù tracica dei Maedi, situati in ciò che adesso è la Macedonia e la Tracia occidentale. Ai tempi di Filippo II, il territorio degli Agriani era amministrato da Pella.. Come lanciatori di giavellotti di prim'ordine erano un'unità elitaria della fanteria leggera nell'esercito macedone di Alessandro Magno, sotto il comando del generale Attalo.
Gli Agriani combattevano leggeri, portando un fascio di giavellotti nella battaglia, senza indossare nessuna armatura o elmo, forse neanche scudi. Alessandro fece un uso esteso di loro e ogni volta che si trattava di inviare una colonna volante (flying column) gli Agriani vi erano sempre inclusi. Esperti combattenti sui terreni montani, venivano usati quando la velocità diventava un fattore essenziale, supplendo così alla falange, laddove essa risultava non appropriata o dotata di scarsa mobilità. Essendo un'unità d'élite della fanteria leggera, spesso formava, con il battaglione degli ipaspisti e gli eteri della cavalleria, l'ala destra dell'esercito.
Gli Agriani furono per la prima volta menzionati riguardo alla compagnia di Megabazo, nel 511 a.C.. Nel 429 a.C. furono soggetti al regno odrisiano e più tardi, verso il 352 a.C., divennero alleati di Filippo II di Macedonia.

## Storica battaglia
Nella battaglia di Gaugamela la loro forza numerica era di 1000 unità. Combatterono sotto il re Langaro con i Macedoni contro i Triballi nel 335 a.C. nel corso della campagna balcanica di Alessandro Magno. Essendo riusciti a proteggere le terre di Alessandro, furono ricompensati con il diritto di autogovernarsi, una mossa questa che condusse ad una più lunga e duratura alleanza fidata. Durante il periodo dell'Impero seleucide, un'unità d'assalto di Agriani di Antioco venne unita in brigate con persiani a Raphia. I contingenti di Agriani e Penesti, che ammontavano rispettivamente 800 e 2.000 uomini , furono una parte della guarnigione di Cassandrea al tempo della terza guerra macedonica.

## Origini
L'etnonimo è chiaramente di origine greca (da *agro- "campo"; cfr. lat. ager, gr. agros). Oggi essi sono considerati estinti, poiché gli ultimi membri della tribù vennero assimilati in massima parte dalle popolazioni slave che si stabilirono nella regione.